# 查帕拉區
查帕拉區（西班牙語：Distrito de Chaparra），是秘魯的一個區，位於該國南部阿雷基帕大區的卡拉韋利省，始建於1825年6月22日，面積1,473.19平方公里，海拔高度600米，2005年人口3,354，人口密度每平方公里2.3人。